# Sexta (hudba)
Sexta (z lat. sextus – šestý) je hudební interval mezi prvním a šestým tónem diatonické stupnice, v rovnoměrně temperovaném ladění obsahuje buď osm půltónů (malá sexta) nebo devět půltónů (velká sexta). Obě sexty se od konce středověku považují za konsonantní intervaly.

## Malá sexta
V čistém ladění má malá sexta hodnotu 8:5 (přibližně 814 centů).
V pythagorejském ladění má hodnotu 128:81, v tomto ladění tedy zní dosti disonantně.
Ve středotónovém ladění se místo malé sexty používá zvětšená kvinta, což s sebou přináší problém tzv. vlčích intervalů.
V rovnoměrně temperovaném ladění má hodnotu 22/3:1 (přesně 800 centů), je tedy o něco užší než v čistém ladění.

## Velká sexta
V čistém ladění má velká sexta hodnotu 5:3 (přibližně 884 centů).
V pythagorejském ladění má hodnotu 27:16, stejně jako malá sexta tedy v tomto ladění zní dosti disonantně.
Ve středotónovém ladění má hodnotu {\displaystyle {\sqrt[{4}]{5^{3}}}:2}
V rovnoměrně temperovaném ladění má hodnotu 23/4:1 (přesně 900 centů), je tedy o něco širší než v čistém ladění.